# Ágnes Osztolykán
Dans le nom hongrois Osztolykán Ágnes, le nom de famille précède le prénom, mais cet article utilise l’ordre habituel en français Ágnes Osztolykán, où le prénom précède le nom.
Ágnes Osztolykán ([ˈaːɡnɛʃ ], [ˈostojkaːn]), née le 3 novembre 1974 à Csenger en Hongrie est une parlementaire hongroise, d'origine rom, élue à l'assemblée nationale de 2010 à 2014. En 1998, elle est diplômée en sciences politiques de l'université de Miskolc. Elle travaille dans un premier temps à la fondation Soros puis dirige le programme de la décennie de l'intégration tzigane pour le compte du ministère des affaires sociales et du travail, durant six ans.
Elle est élue au parlement en 2010 en tant que membre du parti La politique peut être différente (en hongrois : Lehet más a politika (LMP)). Le 26 novembre 2012, elle est nommée chef adjoint du LMP.
Ágnes Osztolykán est une militante pour l'éducation des enfants roms, le peuple Roms, les droits des minorités et l'intégration des Roms en Hongrie. En dehors de ses fonctions parlementaires, elle travaille comme enseignante bénévole dans une école professionnelle pour les Roms, dans le 8e arrondissement, un quartier pauvre de Budapest.
En 2011, Ágnes Osztolykán obtient du département d'État des États-Unis, le  prix international de la femme de courage,.

## Sources
- (en) Cet article est partiellement ou en totalité issu de l’article de Wikipédia en anglais intitulé « Ágnes Osztolykán » (voir la liste des auteurs).